# Haus-Feldwespe

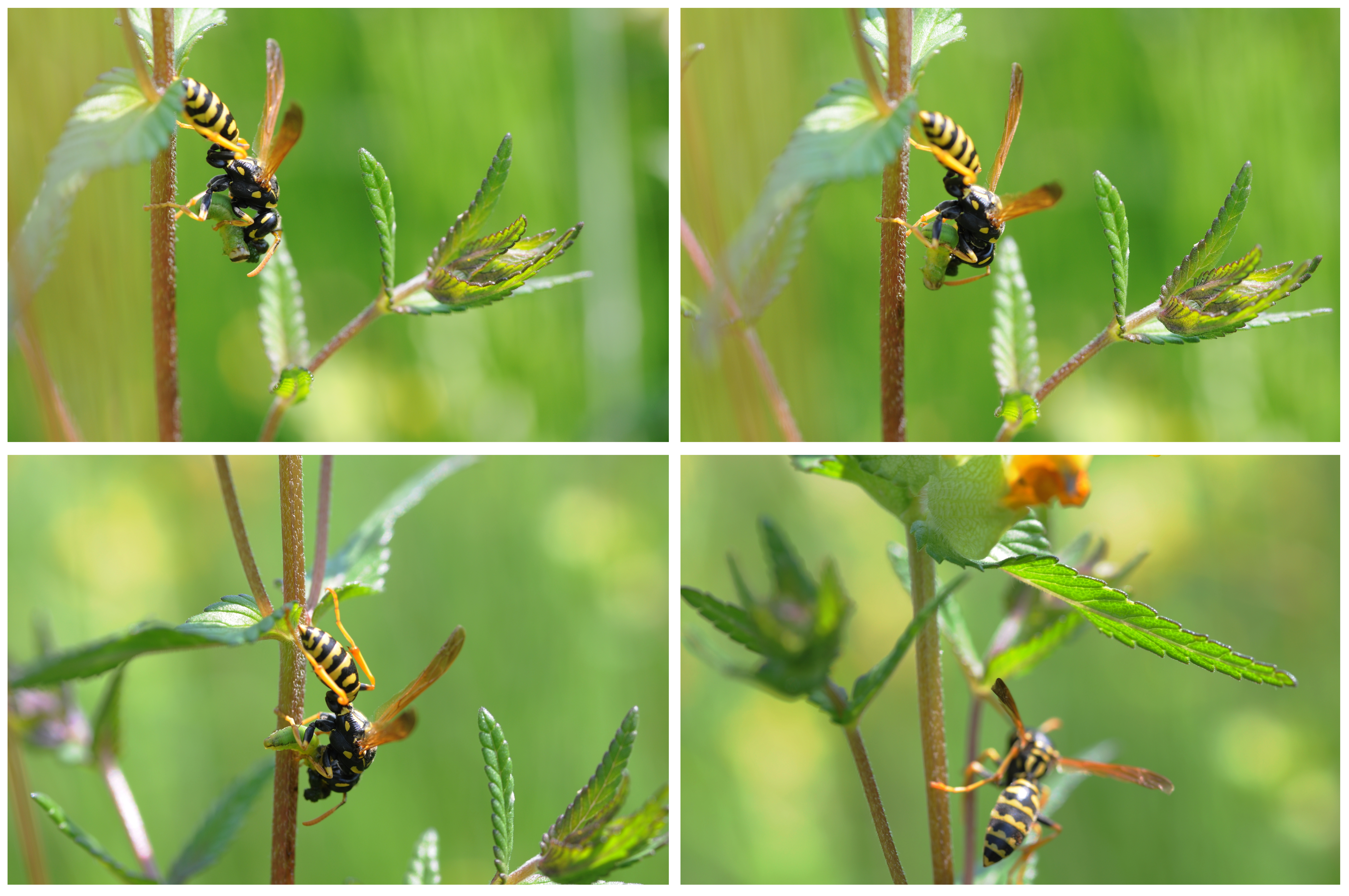
Haus-Feldwespe beim Abtransport einer gefangenen Raupe. Sie beißt ihr vor dem Flug den Kopf ab.

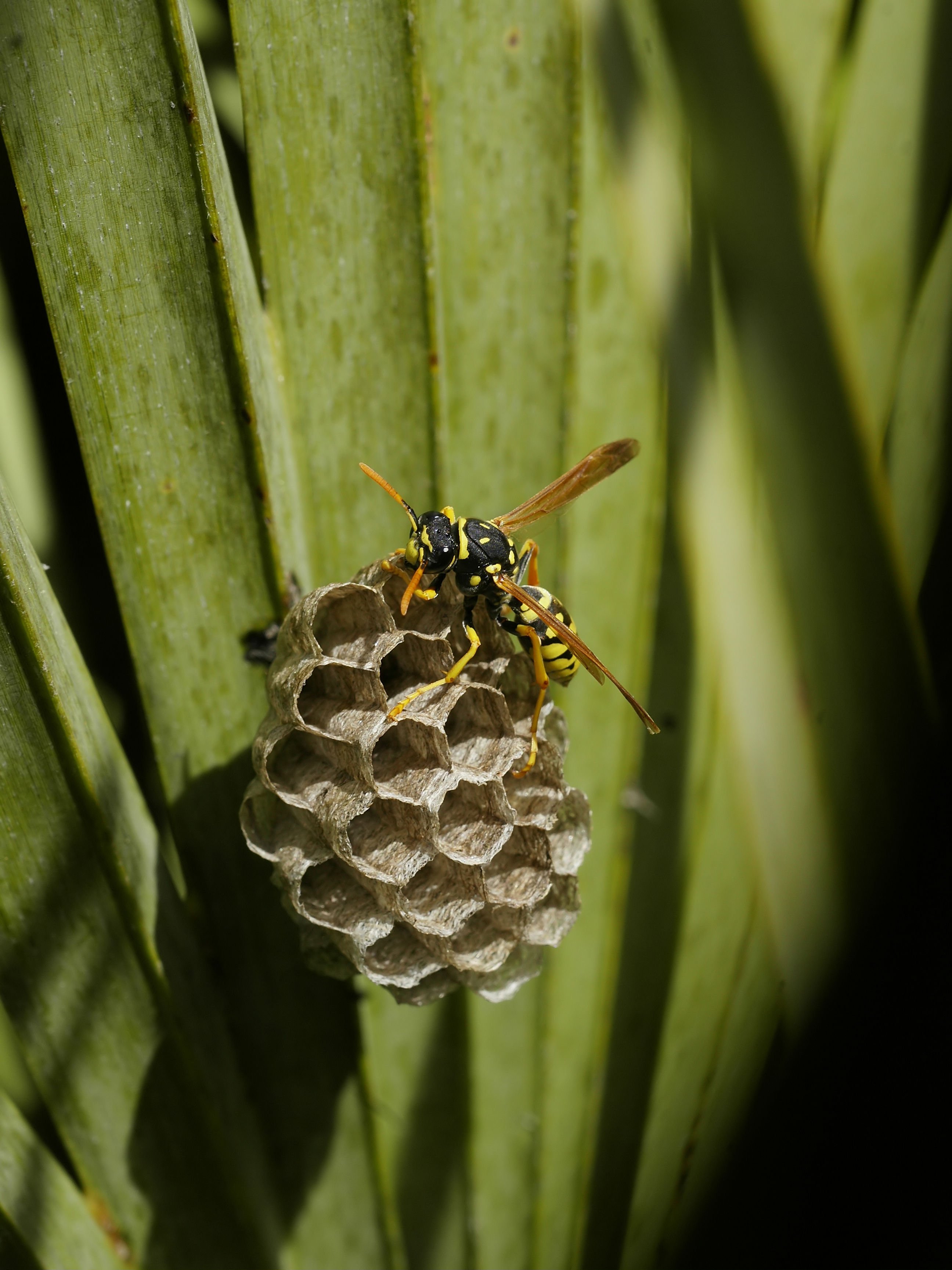
Eine Haus-Feldwespe beim Nestbau

Die Haus-Feldwespe (Polistes dominula) zählt innerhalb der Familie der Faltenwespen (Vespidae) zur Gattung Polistes, gelegentlich wird sie auch als Französische Feldwespe bezeichnet. Sie hatte früher den Namen Gallische Feldwespe und wurde vor einiger Zeit in Haus-Feldwespe umbenannt.
Zur Umbenennung und der damit einhergehenden Namensverwirrung schreibt der Naturschutzbund NABU:

„Namens-Verwirrung bei den Feldwespen. Wissenschaft steht nicht still, es kommt immer wieder zu neuen Erkenntnissen über Artabgrenzungen und Verwandtschaftsbeziehungen. Das trifft auch auf die Feldwespen zu und auf die Haus-Feldwespe als unsere häufigste heimische Art. Bis vor einigen Jahren lautete ihr wissenschaftlicher Name Polistes gallicus, also „Gallische Feldwespe“. Inzwischen heißt sie Polistes dominula, trotz Umbenennung haftet ihr der alte deutsche Name aber noch an. Das ist deswegen knifflig, weil der alte Name neu an eine andere, im Mittelmeerraum verbreitete Feldwespe vergeben wurde. Zu allem Überfluss wandert diese „neu etikettierte“ Polistes gallicus klimawandelbedingt nun auch nach Deutschland ein, Nachweise gibt es bereits vom Kaiserstuhl bis Worms. Wenn heute von der Gallischen Feldwespe die Rede ist, sollte man sicherheitshalber immer fragen, ob denn die alte oder die neue „gallicus“ gemeint ist. Oft wird es nämlich die alte sein und damit die Haus-Feldwespe Polistes dominula.“

## Merkmale
Arbeiterinnen und Drohnen der  Haus-Feldwespe erreichen eine Körperlänge von 11 bis 15 mm, Königinnen werden etwa 18 mm lang. Auf dem Hinterleib (Abdomen) haben sie ein sehr variables, gelb-schwarzes Muster. Auf dem zweiten Hinterleibssegment (Abdominaltergit) sind zwei auffällige gelbe Flecken erkennbar, während die anderen Tergiten gelb gestreift sind. Die Unterseite des letzten Hinterleibssegmentes ist gelb. Meist ist der Kopfschild (Clypeus) vollkommen gelb, bei südlicheren Individuen auch mit einem schwarzen Fleck in der Mitte versehen.
Die langen Beine, die beim Fliegen auffallend nach unten hängen, weisen am unteren Drittel eine deutliche Orangefärbung auf, ebenso sind die Antennen ab dem dritten Glied gelborange gefärbt.

## Vorkommen
Sehr bemerkenswert ist der anhaltende Ausbreitungstrend der Wespenart in den Norden Europas. Seit dem Ende des 20. Jahrhunderts dehnte sie ihr Verbreitungsgebiet bis nach Dänemark aus. In Süd-, Zentraleuropa und Asien heimisch, sind sie mittlerweile auch nach Japan, Australien, Nordamerika und Chile verschleppt worden; auch dort haben sie sich schon sehr verbreitet.
Die Tiere bewohnen offenes und warmes Gelände, wie Wiesen und buschreiche Heiden, und bauen ihre Nester auch gerne im Siedlungsbereich der Menschen. Sie kommen dort regelmäßig bis häufig vor und fliegen von Mitte März bis September.

## Kontakt zum Menschen
Da sie häufig in Ortschaften nisten, werden sie von vielen Menschen mit der deutschen Wespe verwechselt und als Bedrohung empfunden. Die sehr nützlichen Haus-Feldwespen gelten als sehr verträgliche Wespenart. Auch wenn man sich ihrem Nest nähert, bleiben sie meist friedfertig. Sie interessieren sich üblicherweise nicht für menschliche Nahrung.

## Ernährung
Sie ernähren sich räuberisch von anderen Insekten und Spinnen, aber auch von Blütennektar.

## Nestbau und Fortpflanzung
Gewöhnlich wird das Nest der Haus-Feldwespe im Frühling von einer Jungkönigin oder meist von mehreren gemeinschaftlich gegründet. Als Bausubstanz wird Holzkitt gebraucht, der aus Holz vertrockneter Pflanzenstängel und dem Sekret der Speicheldrüsen gemischt wird. Das kleine, mantellose (nach außen offene Wabe) Nest wird an einem Neststiel (als Engstelle gute Verteidigungsmöglichkeiten) zumeist in Gebäuden oder außerhalb an einem Stängel oder Stein vertikal gebaut und besteht aus etwa 50 Zellen, es kann aber auch manchmal bis zu 150 Zellen beinhalten und erreicht einen Durchmesser von etwa 10 cm. Gelegentlich werden Nester auch in Hohlräumen gebaut, beispielsweise in Metallrohren von Brückengeländern. Das Nest wird von bis zu etwa 30 Arbeiterinnen betreut. Es ist den Arbeiterinnen möglich, die Temperatur im Nest zu regeln: bei Hitze nehmen sie an stehenden Gewässern oder anderen Wasservorkommen Wasser auf und spucken es aufs Nest, dann wird es kühlend mit den Flügeln befächelt; bei Kälte zittern sie mit den Muskeln und geben somit Wärme ab.
Kurz nach der Eiablage frisst die stärkste Königin die Brut der Konkurrentinnen, bis diese die Eiablage aufgeben und sich nur noch als Arbeiterinnen betätigen. Sollte das stärkste Weibchen sterben, folgt das zweitstärkste an ihre Position. Die Arbeiterinnen füttern die Larven und ihre Königin mit Insekten (überwiegend Fliegen) und Spinnen, die sie erst zerkauen und in Kugelform weitergeben. Ab Anfang Juni schlüpfen die ersten Arbeiterinnen und ab Ende Juli Weibchen und Männchen der nächsten Generation aus den Waben. Im September verenden die Haus-Feldwespen, nur die Jungköniginnen überwintern.

## Krankheiten und Parasiten
Die Haus-Feldwespe kann von parasitoiden Fächerflüglern der Art Xenos vesparum befallen werden.

## Weitere Bilder

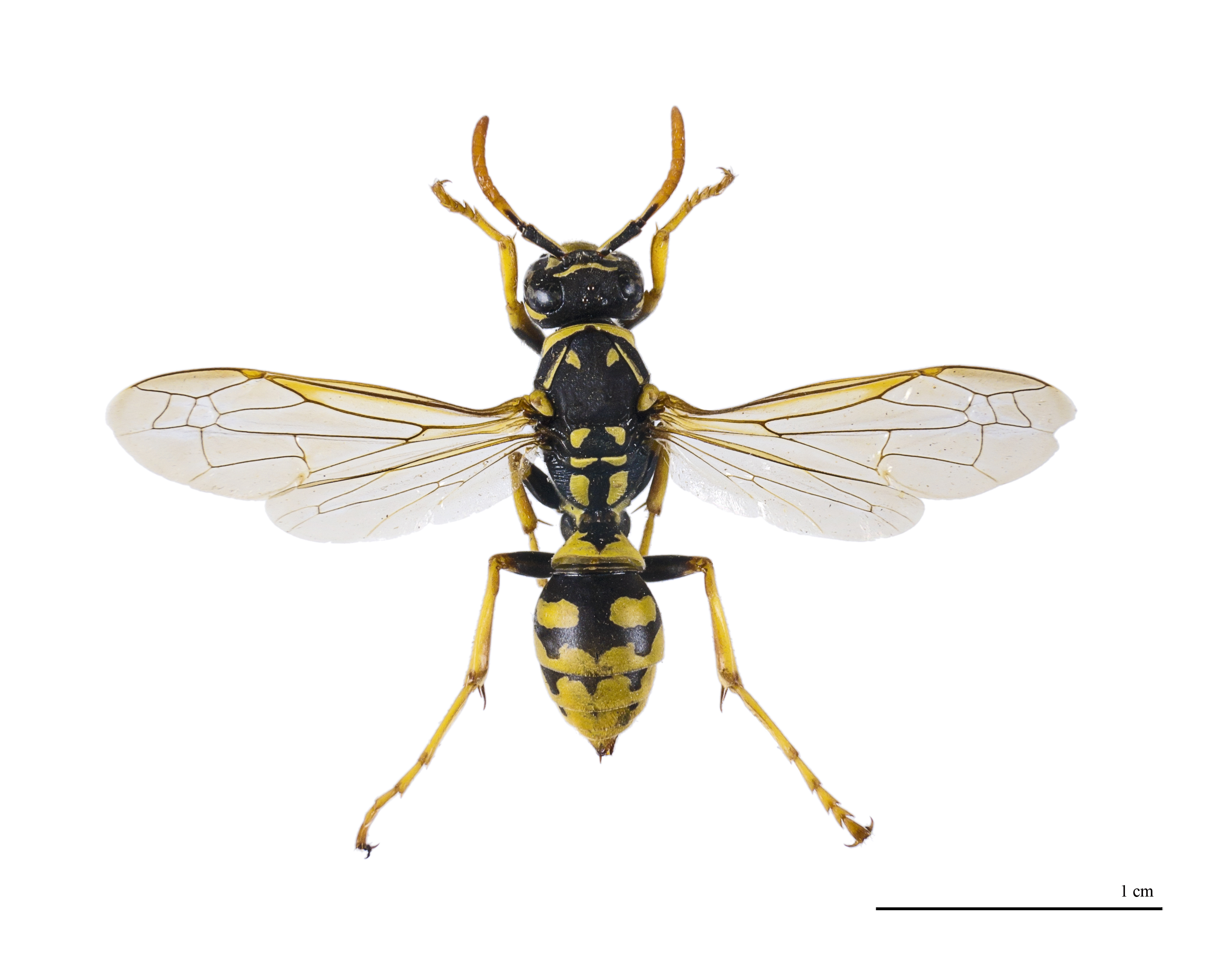
Präparat einer Arbeiterin
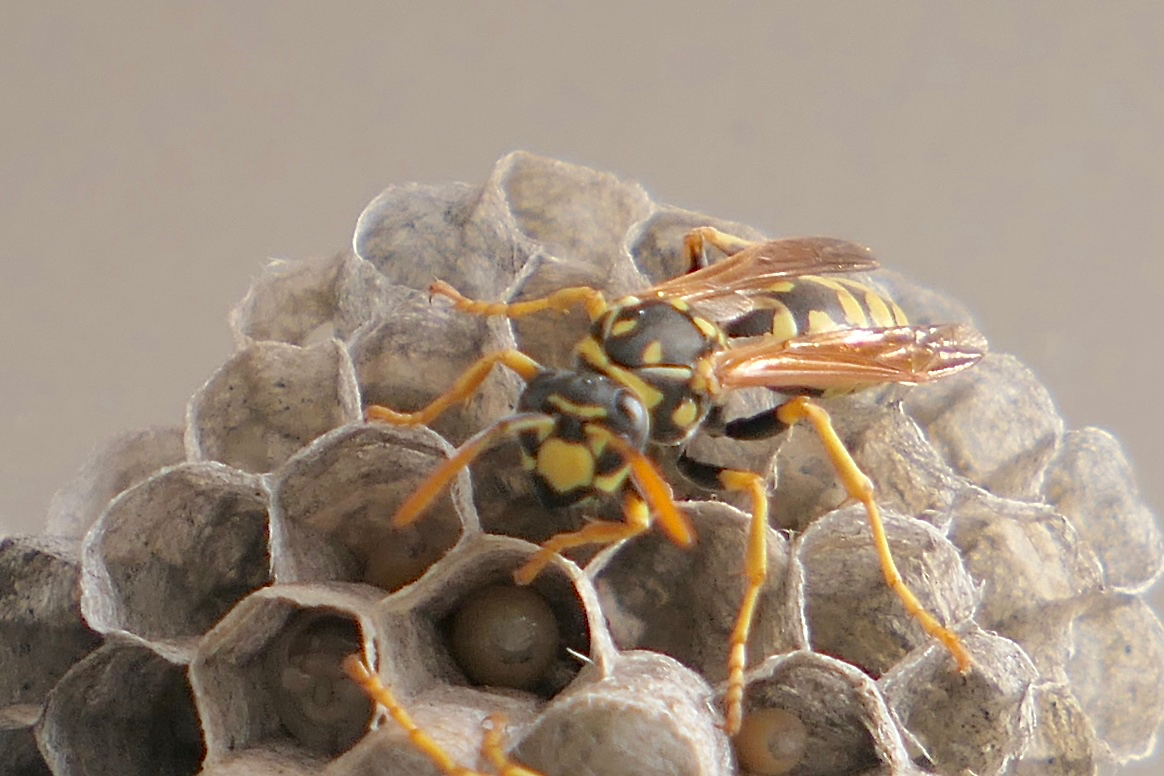
Kleines Nest mit Larven Mitte Juni
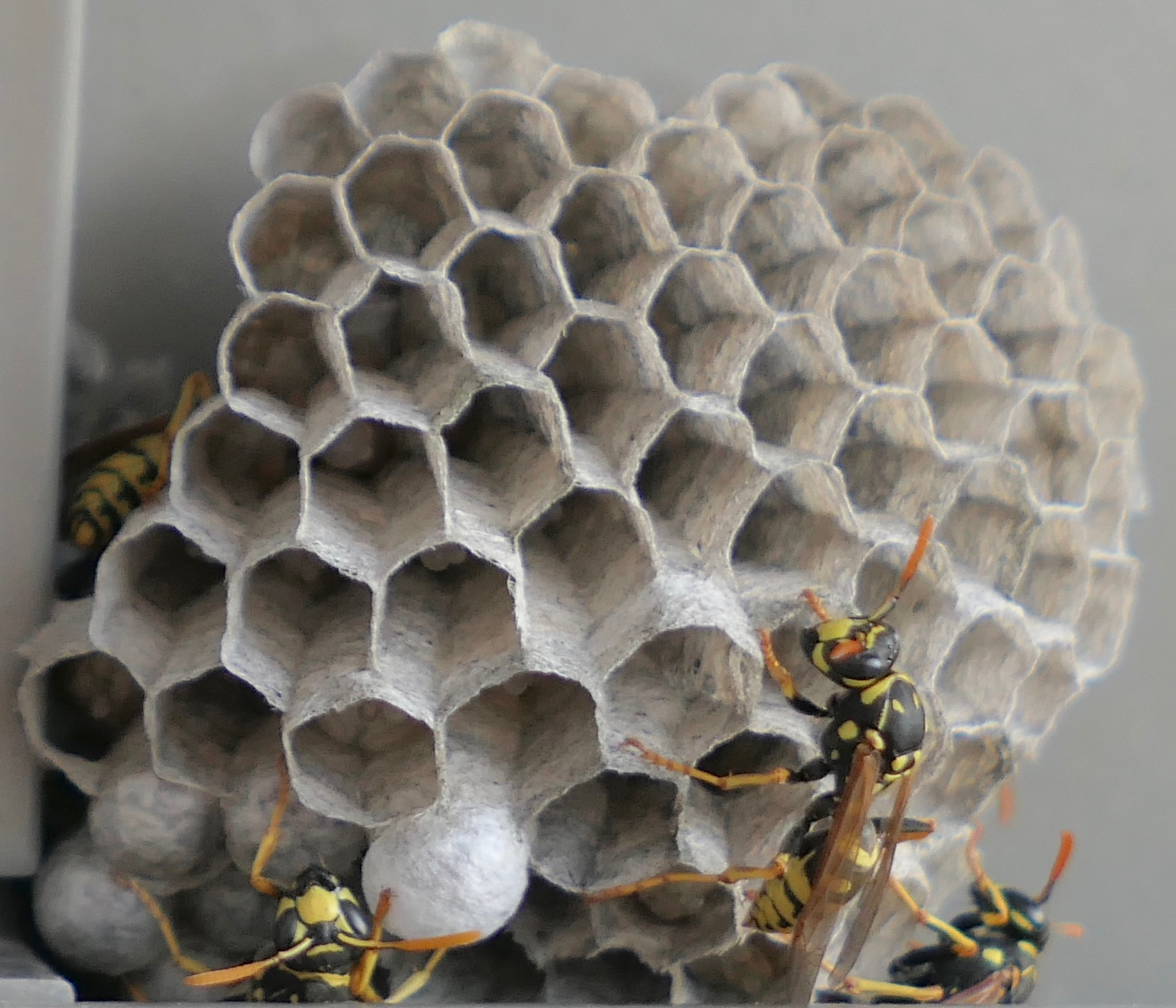
Dasselbe Nest mit doppelter Größe 13 Tage später
Großes Nest mit Larven
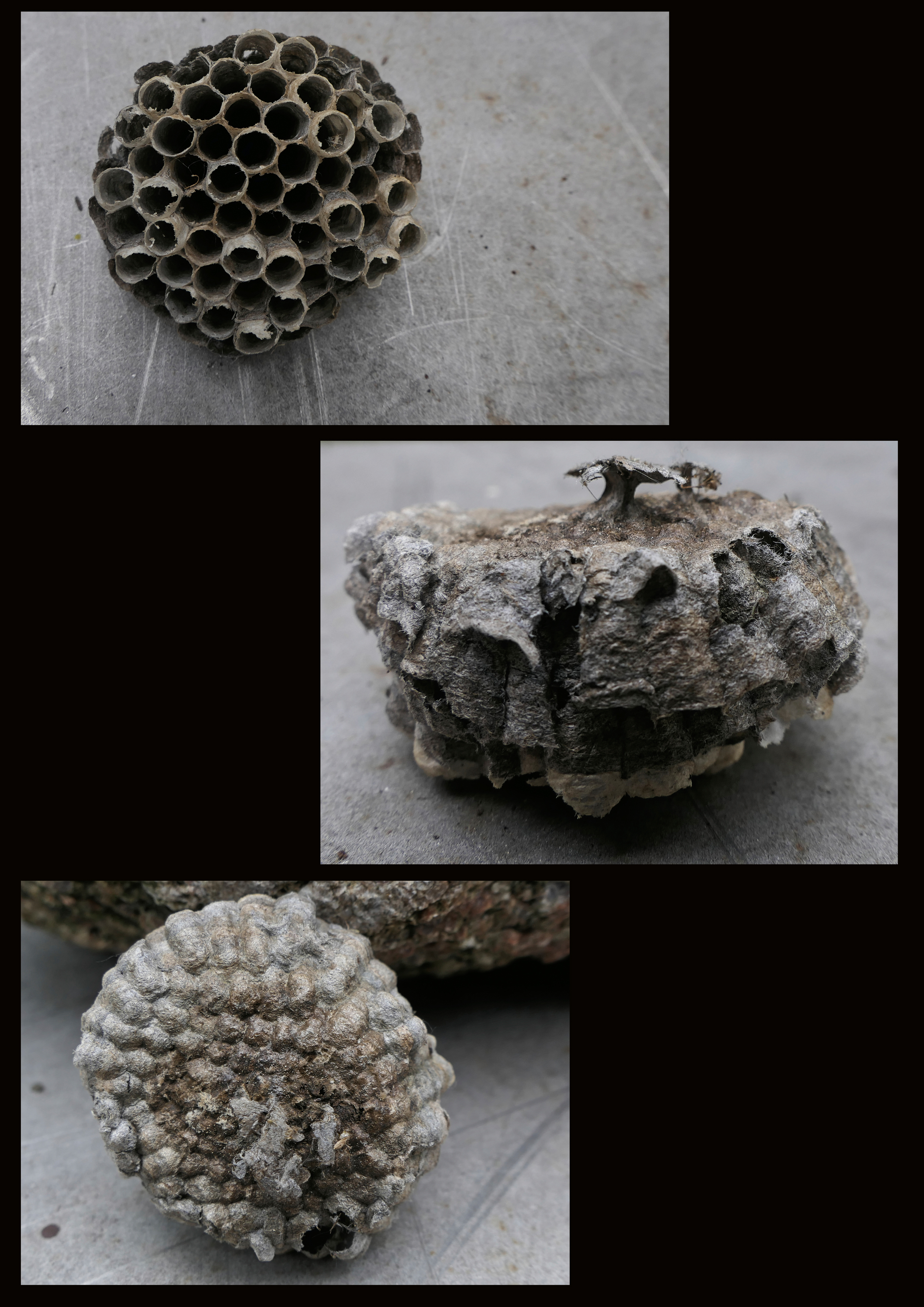
Ein abgefallenes Nest der Haus-Feldwespe (Polistes dominula), Front-, Seiten- und Rückansicht.
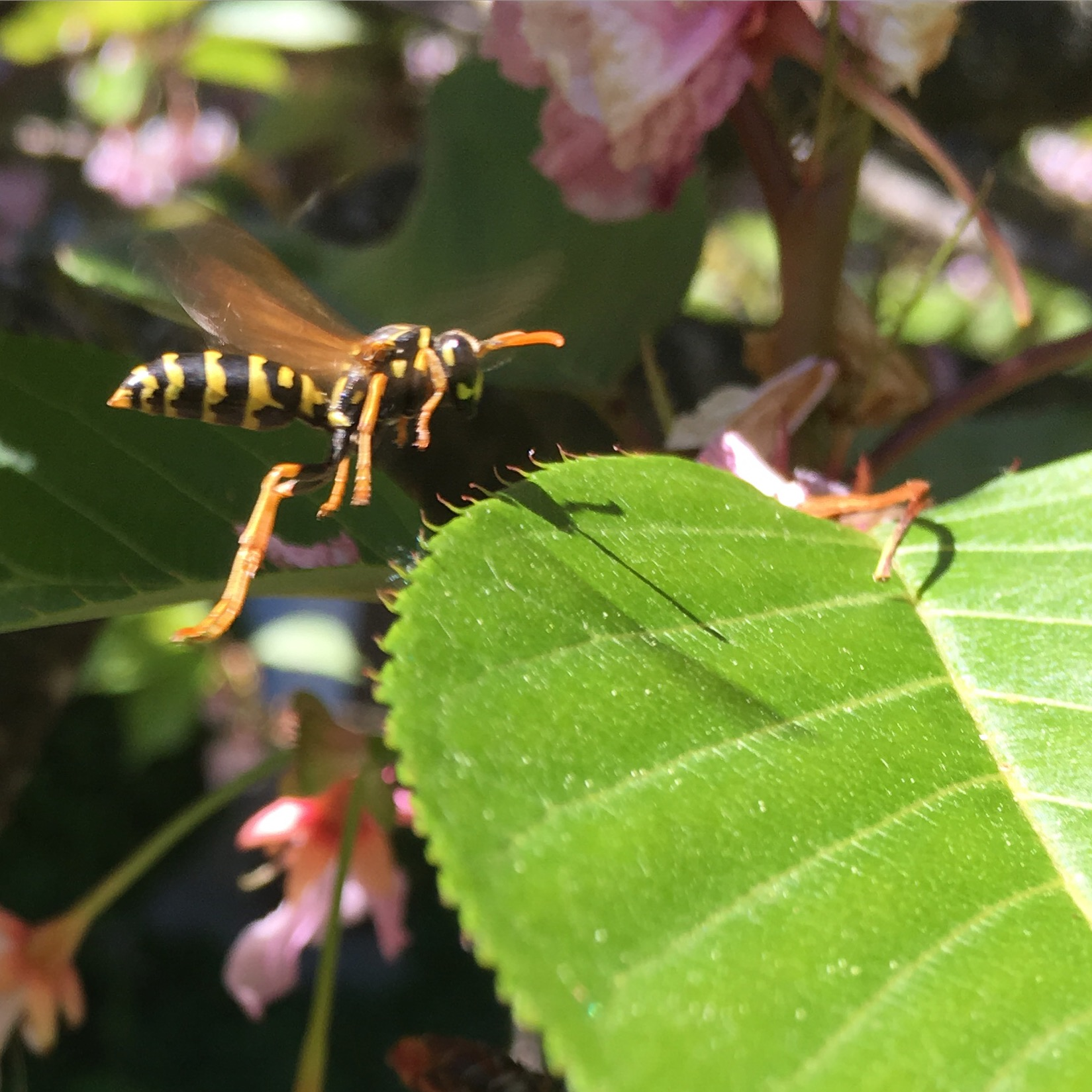
Charakteristisches Flugbild
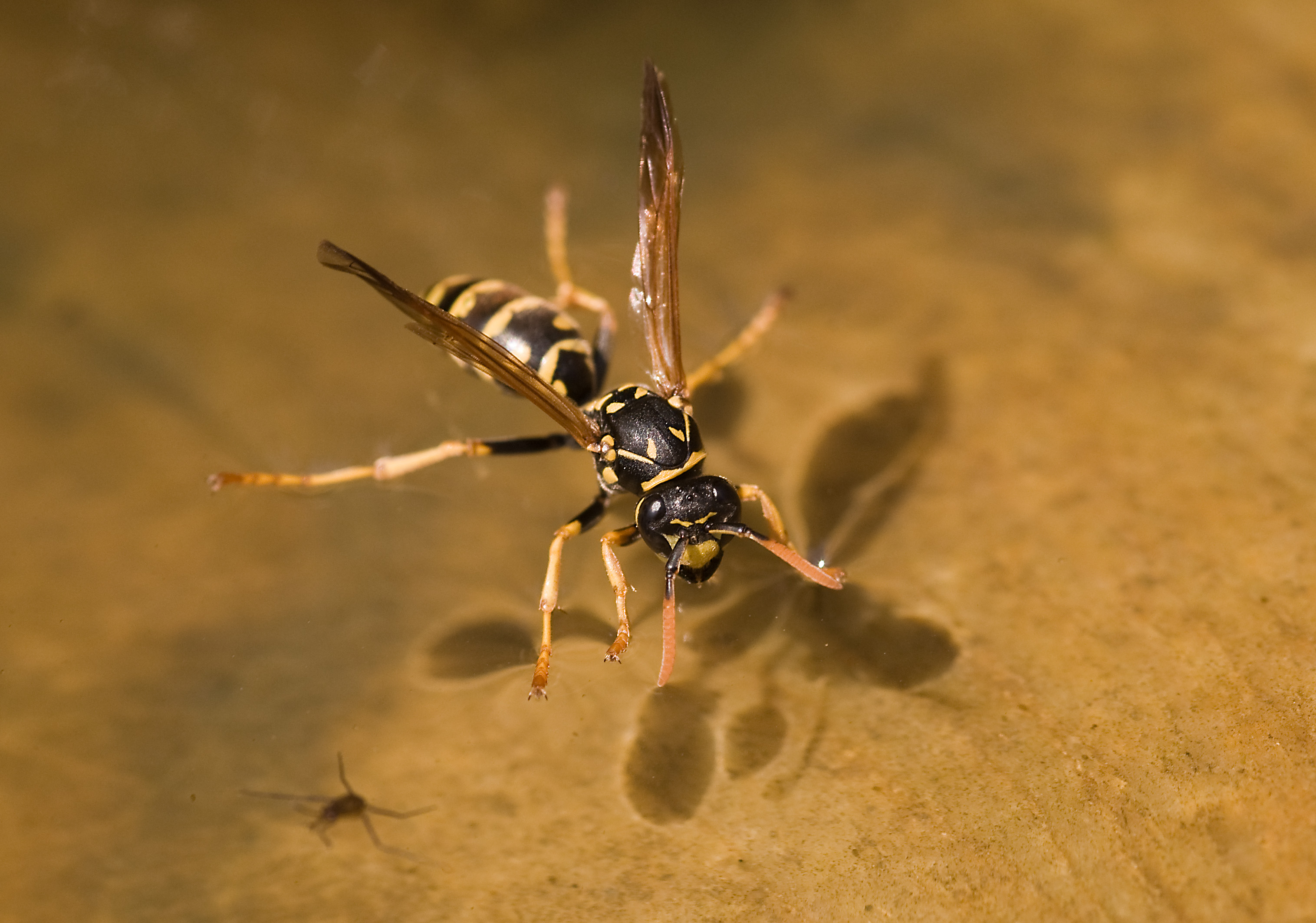
Auf der Wasseroberfläche schreitend
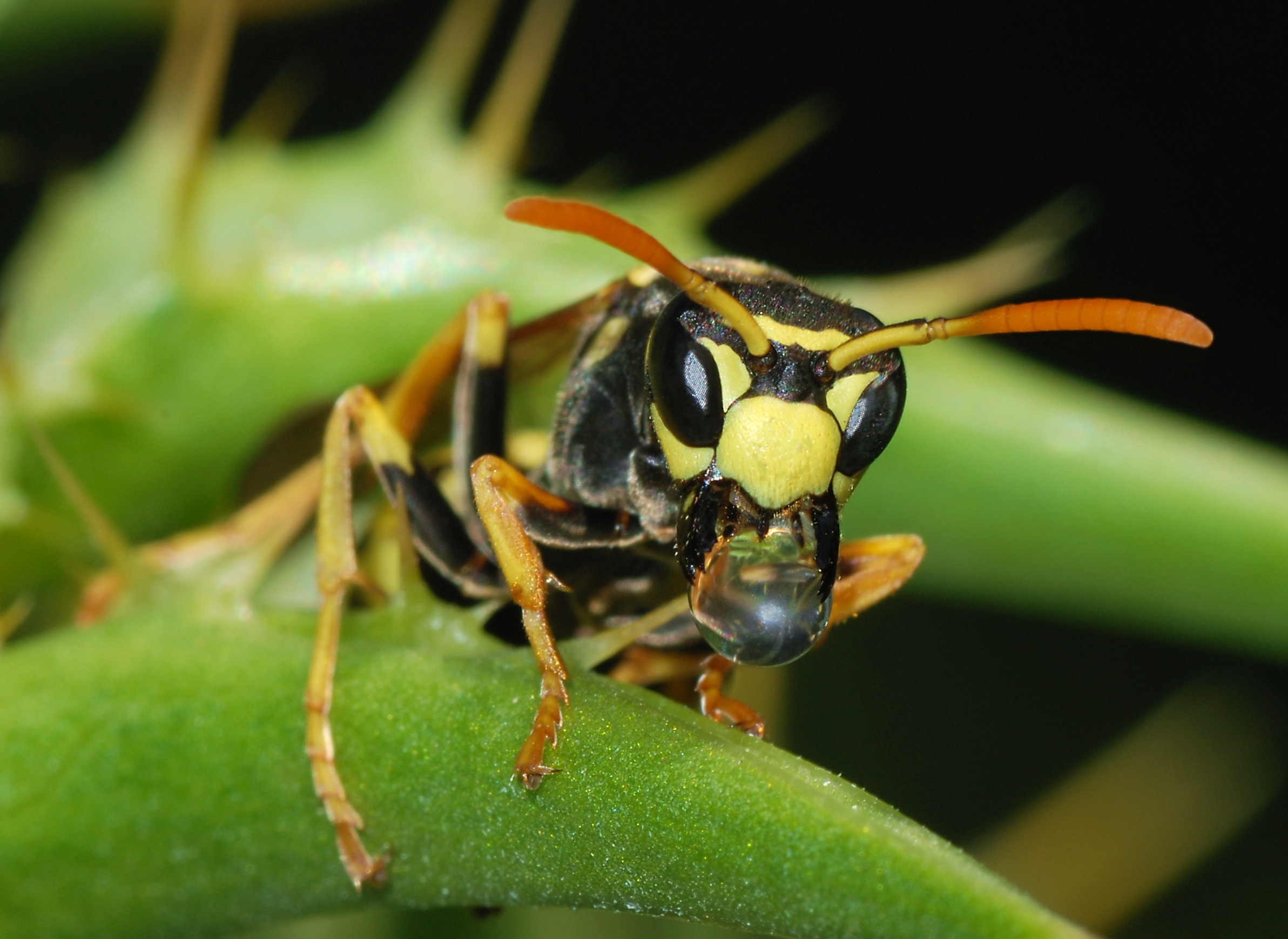
Bei der Wiederabgabe (Regurgitation) eines geschluckten Tropfens
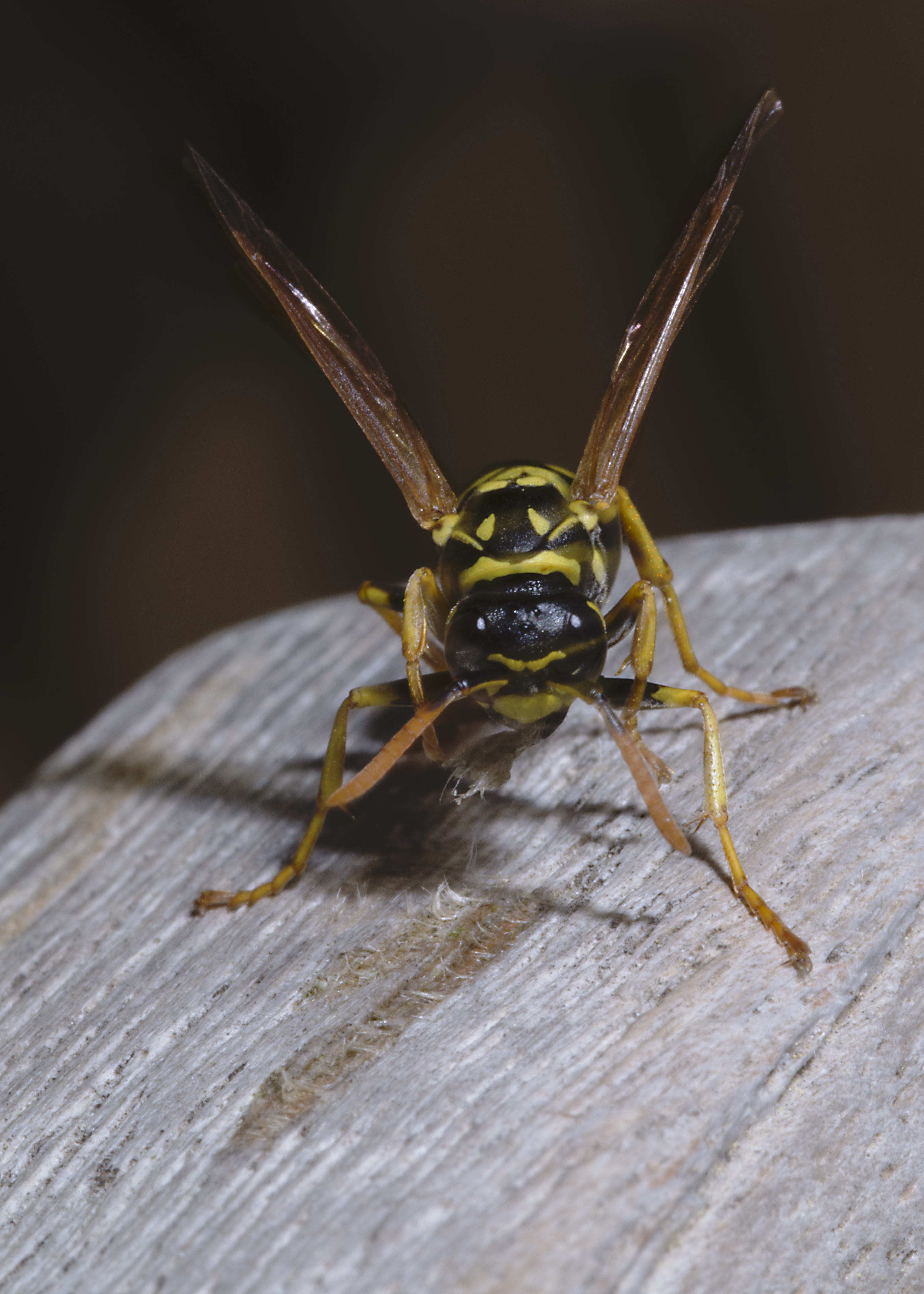
Beim Holzraspeln für den Nestbau

## Belege